# Bill Thompson (Badminton)
William „Bill“ Thompson (* um 1955) ist ein nordirischer Badmintonspieler. 

## Karriere
Bill Thompson wurde 1978 erstmals nationaler Meister in Irland, wobei er sich alle drei möglichen Titel erkämpfen konnte. Weitere Titelgewinne folgten 1981, 1982 und 1985. 1978, 1982 und 1986 nahm er an den Commonwealth Games teil.

## Sportliche Erfolge
| Saison | Veranstaltung                 | Disziplin    | Platz | Name                               |
| ------ | ----------------------------- | ------------ | ----- | ---------------------------------- |
| 1978   | Irland: Einzelmeisterschaften | Mixed        | 1     | Bill Thompson / Barbara Beckett    |
| 1978   | Irland: Einzelmeisterschaften | Herreneinzel | 1     | Bill Thompson                      |
| 1978   | Irland: Einzelmeisterschaften | Herrendoppel | 1     | Bill Thompson / Clifford McIlwaine |
| 1979   | Irland: Einzelmeisterschaften | Mixed        | 1     | Bill Thompson / Barbara Beckett    |
| 1981   | Irland: Einzelmeisterschaften | Herreneinzel | 1     | Bill Thompson                      |
| 1981   | Irland: Einzelmeisterschaften | Herrendoppel | 1     | Bill Thompson / Clifford McIlwaine |
| 1982   | Irland: Einzelmeisterschaften | Herrendoppel | 1     | Bill Thompson / Rikki Keag         |
| 1985   | Irland: Einzelmeisterschaften | Herreneinzel | 1     | Bill Thompson                      |
| 1985   | Irland: Einzelmeisterschaften | Herrendoppel | 1     | Bill Thompson / Rikki Keag         |